# Bulbophyllum devogelii
Bulbophyllum devogelii är en orkidéart som beskrevs av Jaap J. Vermeulen. Bulbophyllum devogelii ingår i släktet Bulbophyllum och familjen orkidéer. Inga underarter finns listade i Catalogue of Life.